# 모나코 요트 클럽

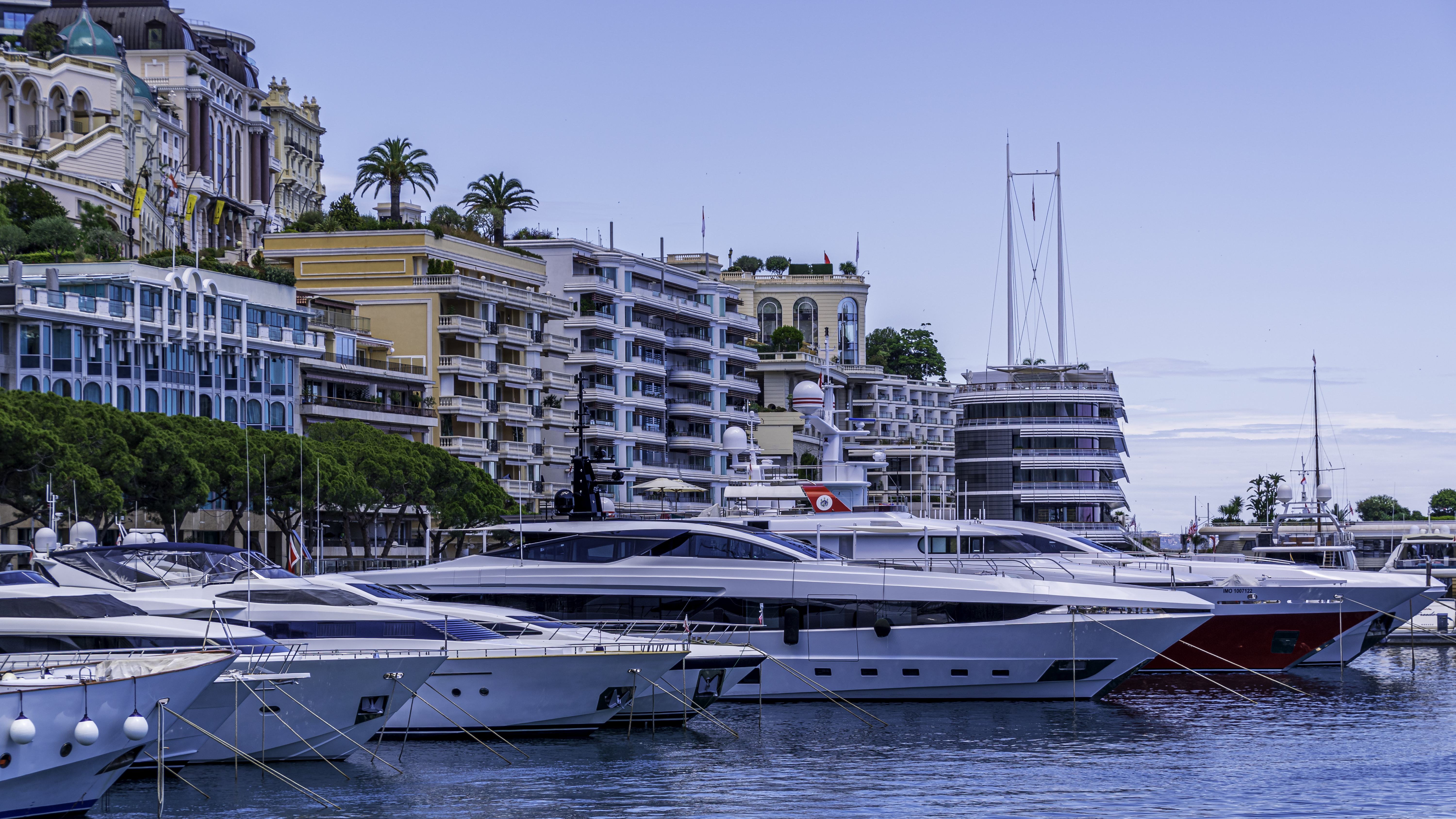
모나코 요트 클럽

모나코 요트 클럽(프랑스어: Yacht Club de Monaco)은 1953년 모나코에서 설립된 요트 클럽이다. 이 클럽은 고전 또는 현대식 보트, 모터 요트를 모은다. 보트를 소유하지 않은 사람들에게도 열려 있는 이 클럽에는 약 2,500명의 회원이 있다. 스포츠 및 문화 행사를 창시한 이 단체는 1984년부터 모나코의 알베르 2세 왕자가 의장직을 맡고 있다. 모나코 요트 클럽은 모나코에서 유일한 요트 클럽이다.
모나코 요트 클럽의 새로운 요트 클럽 건물은 포스터 앤드 파트너스가 설계했으며 2014년에 완공되었다.